# Нікола Люпо
Нікола Люпо (фран. Nicolas Lupot; 4 грудня 1758, Штутгарт — 14 серпня 1824, Париж) — французький скрипковий майстер. Найбільший та найвидатніший після Антоніо Страдіварі скрипковий майстер.

## Біографія
Нікола Люпо (1725—1804) був сином відомого майстра скрипок, Франсуа Люпо. Дитинство провів у Штутгарті, де його батько був на службі у короля, був королівським придворним скрипковим майстром. В 1769 році із сім'єю переселився в Орлеан. В 1766 році вперше став самостійно робити скрипки. Із 1794 року жив у Парижі, та працював у відомого скрипкового майстра Франсуа Піке. Франсуа Піке виявив сильний вплив на його усю подальшу долю юнака.
В 1798 році відкрив власну майстерню. В 1814 році король Людовик XVIII призначив Ніколу Люпо гітарним та скрипковим майстром королівського двору та наставником королівської музичної школи. На честь цього на одній із своїх скрипок Люпо із гордістю в 1815/1816 році помістив табличку: «Н. Lupot Luthier De La Musique Du Roi Et de l'École Royale de Musique».
| Н. Люпо. Музичний майстер королівського двору і Королівської музичної школи. |
Із 1815 був придворним майстром Королівської капели.

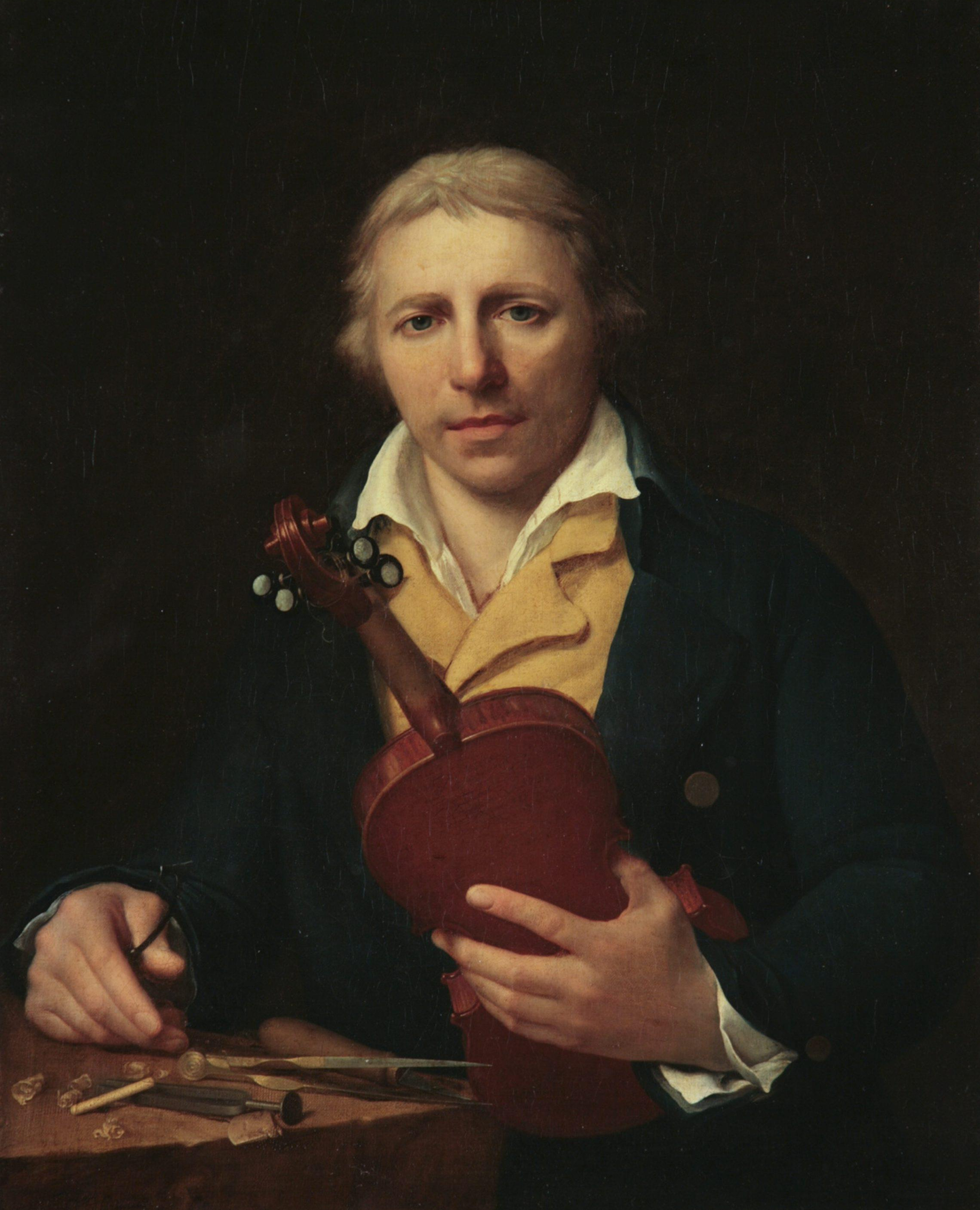
Нікола Люпо. Пoртрет Ніколи Люпо за роботою, робота художника Г.Лорім'є 1805 рік

Створені ним найкращі інструменти, які цінуються дуже високо, відносяться до 1805—1824 років. Працюючи за моделлю Страдіварі, Люпо в своїх скрипках цього періоду об'єднав характерні особливості зовнішньої обробки і типу звучання, які притаманні французькій школі скрипкових майстрів.
Зовнішні ознаки, які відрізняють скрипки Люпо — це порівняно великий патрон, эфи індивідуального візерунку (поставлені вище, ніж в італійських майстрів), дно, зазвичай, із цільного шматку (Люпо використовував ялину радіального розпилу, надзвичайно гарного та різноманітного малюнку), лак червоного чи червонувато-оранжевого кольору.
Скрипки Люпо мають сильний, блискучий тон, але не завжди різноманітним  тембром та гнучкісттю звучання. Більш рані інструменти майстра трохи грубоваті по обробці, лак червоний чи червонувато-коричневий.
Німецький скрипаль, композитор, диригент Луї Шпор, в своїй автобіографії (1860) писав що, коли вперше почув звучання скрипок Люпо, зразу ж поміняв старовині німецькі інструменти на скрипки француза, і з тих пір грав на всіх своїх гастролях тільки на них.
Кіром скрипок, Люпо виготовляв також гарні віолончелі та альти.